# 小河西水库
小河西水库是中国内蒙古自治区通辽市扎鲁特旗境内的一座水库，位于白音巨流河上，建于1974年。水库正常库容为610万立方米，集雨面积为656平方千米，海拔为201.1米。